# La Rue-Saint-Pierre (Oise)
 La Rue-Saint-Pierre  es una población y comuna francesa, en la región de Picardía, departamento de Oise, en el distrito de Clermont y cantón de Clermont.

## Demografía
| 425 | 433 | 459 | 482 | 623 | 688 |
| Para los censos de 1962 a 1999 la población legal corresponde a la población sin duplicidades (Fuente: INSEE [Consultar]) |     |     |     |     |     |